# Pterolophia quentini
Pterolophia quentini là một loài bọ cánh cứng trong họ Cerambycidae.